# Goviller
Goviller [ɡɔvile] est une commune française située dans le département de Meurthe-et-Moselle, en région Grand Est.

## Géographie
Ce village est situé au pied du bois d'Anon, qui culmine à 438 m et à proximité de la colline de Sion-Vaudémont.

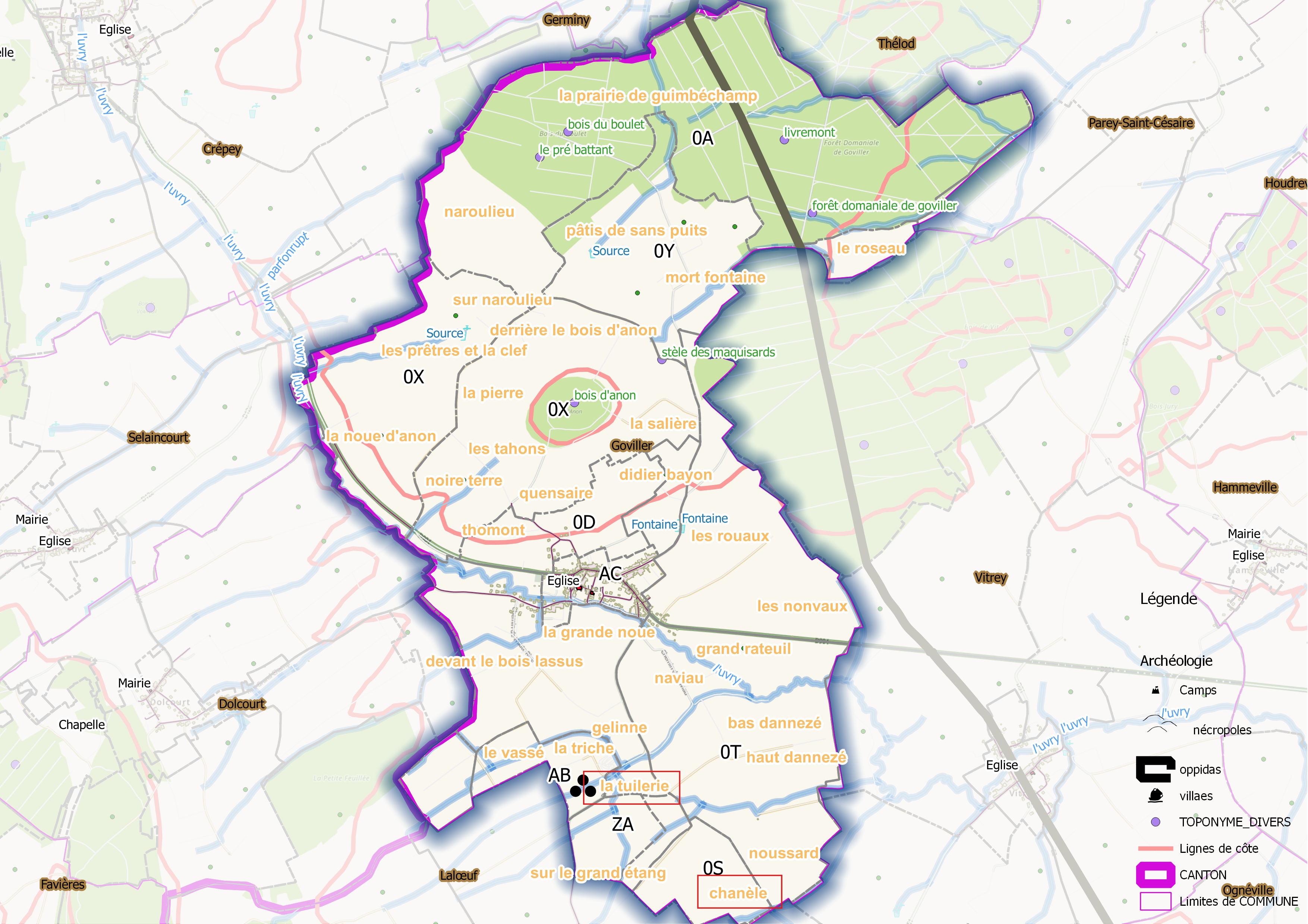
Fig. 1 - Goviller (ban communal).

Le territoire communal d'une superficie de 1212 hectares est arrosé par les ruisseaux d'Uvry, d'Attigny et de Rouau D'après les données Corine land Cover, il comportait en 2011, 24 % de forêts, 36
% de zones agricoles et 34 % de prairies et milieux arbustifs et 3
% de zones urbanisées. Il est desservi par le réseau routier départemental.

### communes limitrophes
| Germiny            |          | Thélod                      |
| Selaincourt,Crépey | Goviller | Vitrey, Parey-Saint-Césaire |
| Dolcourt           | Laloeuf  | Vitrey                      |

### Hydrographie
La commune est dans le bassin versant du Rhin au sein du bassin Rhin-Meuse. Elle est drainée par le ruisseau de Rouau et le ruisseau d'Uvry,.

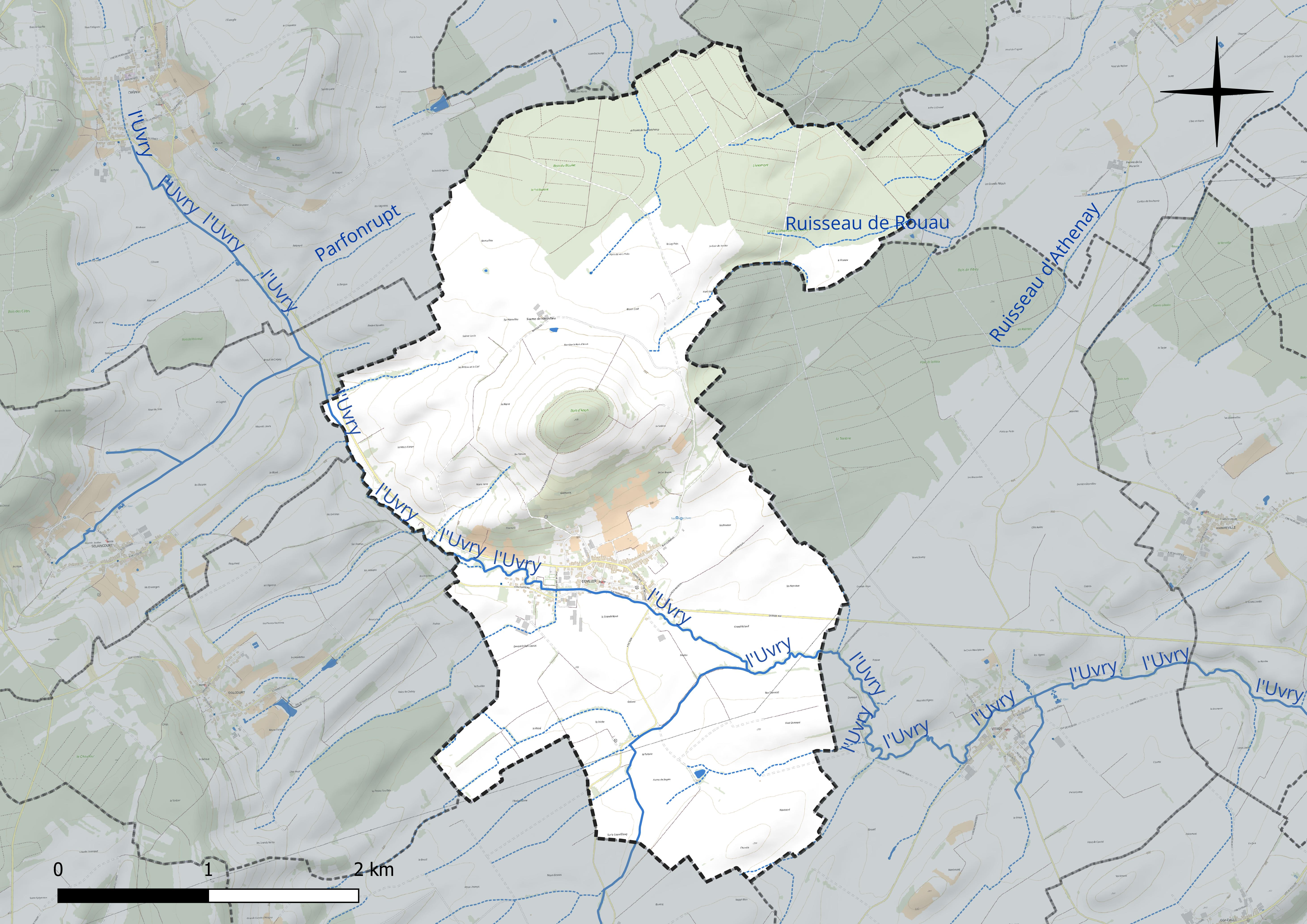
Réseau hydrographique de Goviller.

### Climat
Pour des articles plus généraux, voir Climat du Grand Est et Climat de Meurthe-et-Moselle.
En 2010, le climat de la commune est de type climat des marges montargnardes, selon une étude du Centre national de la recherche scientifique s'appuyant sur une série de données couvrant la période 1971-2000. En 2020, Météo-France publie une typologie des climats de la France métropolitaine dans laquelle la commune est dans une zone de transition entre le climat océanique altéré et le climat océanique altéré et est dans la région climatique  Lorraine, plateau de Langres, Morvan, caractérisée par un hiver rude (1,5 °C), des vents modérés et des brouillards fréquents en automne et hiver. 
Pour la période 1971-2000, la température annuelle moyenne est de 9,7 °C, avec une amplitude thermique annuelle de 17,1 °C. Le cumul annuel moyen de précipitations est de 868 mm, avec 12,6 jours de précipitations en janvier et 9,4 jours en juillet. Pour la période 1991-2020, la température moyenne annuelle observée sur la station météorologique de Météo-France la plus proche, « Nancy-Ochey », sur la commune d'Ochey à 11 km à vol d'oiseau, est de 10,5 °C et le cumul annuel moyen de précipitations est de 810,4 mm. 
La température maximale relevée sur cette station est de 39,6 °C, atteinte le 25 juillet 2019 ; la température minimale est de −19,1 °C, atteinte le 12 janvier 1987,,. 
Les paramètres climatiques de la commune ont été estimés pour le milieu du siècle (2041-2070) selon différents scénarios d'émission de gaz à effet de serre à partir des nouvelles projections climatiques de référence DRIAS-2020. Ils sont consultables sur un site dédié publié par Météo-France en novembre 2022.

## Urbanisme

### Typologie
Au 1er janvier 2024, Goviller est catégorisée commune rurale à habitat dispersé, selon la nouvelle grille communale de densité à sept niveaux définie par l'Insee en 2022.
Elle est située hors unité urbaine. Par ailleurs la commune fait partie de l'aire d'attraction de Nancy, dont elle est une commune de la couronne,. Cette aire, qui regroupe 353 communes, est catégorisée dans les aires de 200 000 à moins de 700 000 habitants,.

### Occupation des sols
L'occupation des sols de la commune, telle qu'elle ressort de la base de données européenne d’occupation biophysique des sols Corine Land Cover (CLC), est marquée par l'importance des territoires agricoles (73,9 % en 2018), en diminution par rapport à 1990 (74,8 %). La répartition détaillée en 2018 est la suivante : prairies (35,6 %), terres arables (33,7 %), forêts (22,7 %), cultures permanentes (4,7 %), zones urbanisées (3,4 %). L'évolution de l’occupation des sols de la commune et de ses infrastructures peut être observée sur les différentes représentations cartographiques du territoire : la carte de Cassini (XVIIIe siècle), la carte d'état-major (1820-1866) et les cartes ou photos aériennes de l'IGN pour la période actuelle (1950 à aujourd'hui).

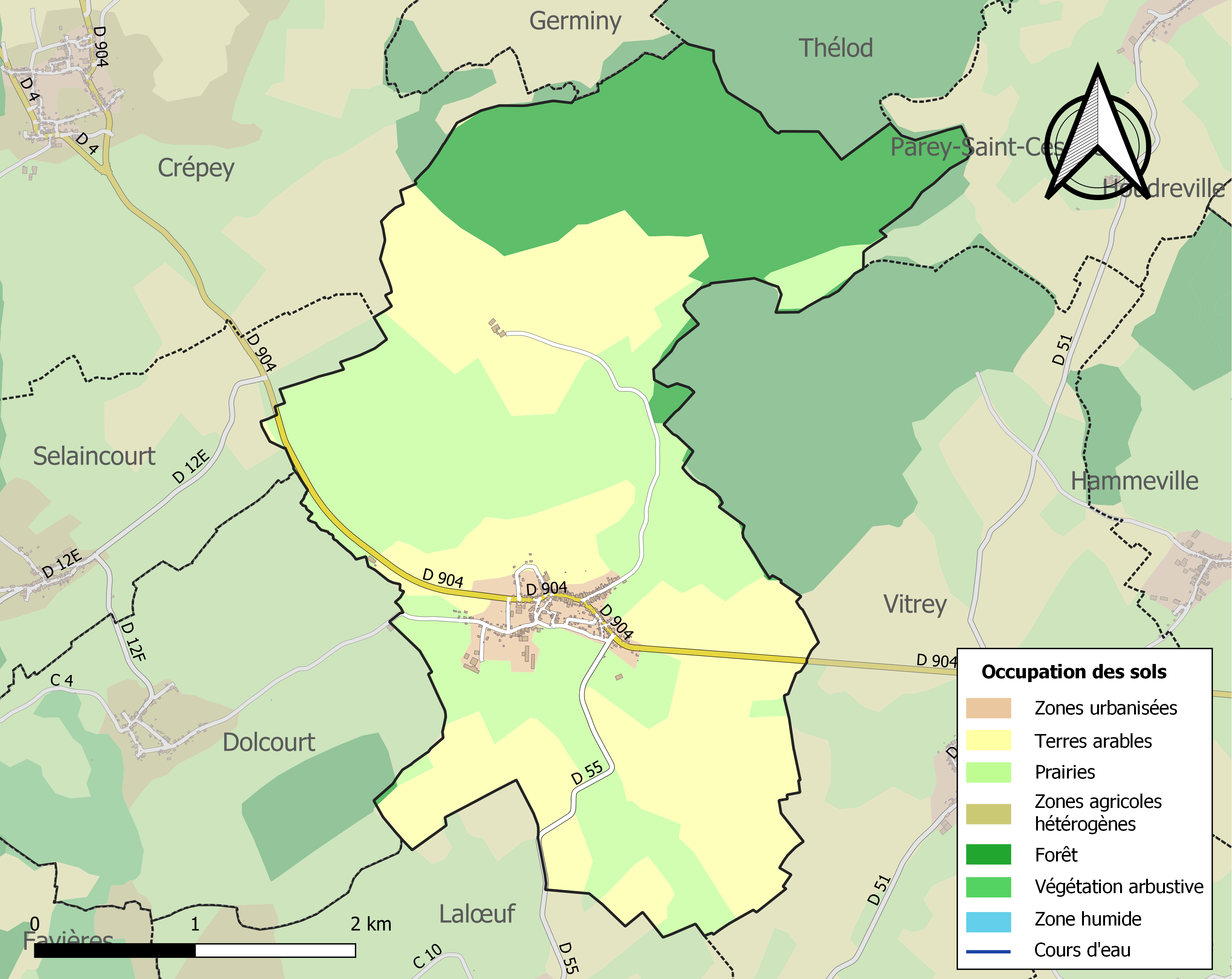
Carte des infrastructures et de l'occupation des sols de la commune en 2018 (CLC).

## Toponymie
Angovilleir (1289), Angoviller (1408), Gowillez et Gowilley (1451), Govillers (1487), Goviller (1793) sont les différentes graphies recensées par le dictionnaire topographique de la Meurthe.

### Microtoponymie
En micro-toponymie, les répertoires historiques signalent : « CHANEL (Chanèle), nom donné à une maison de campagne assez agréable, sur le territoire de Goviller, à 1 kil. s. de ce village, elle n'a rien de remarquable. Près du bois d'Anon, Croix-rouge-Rose, à proximité de laquelle on prétendait qu'il existe un cimetière de pestiférés. »

## Histoire

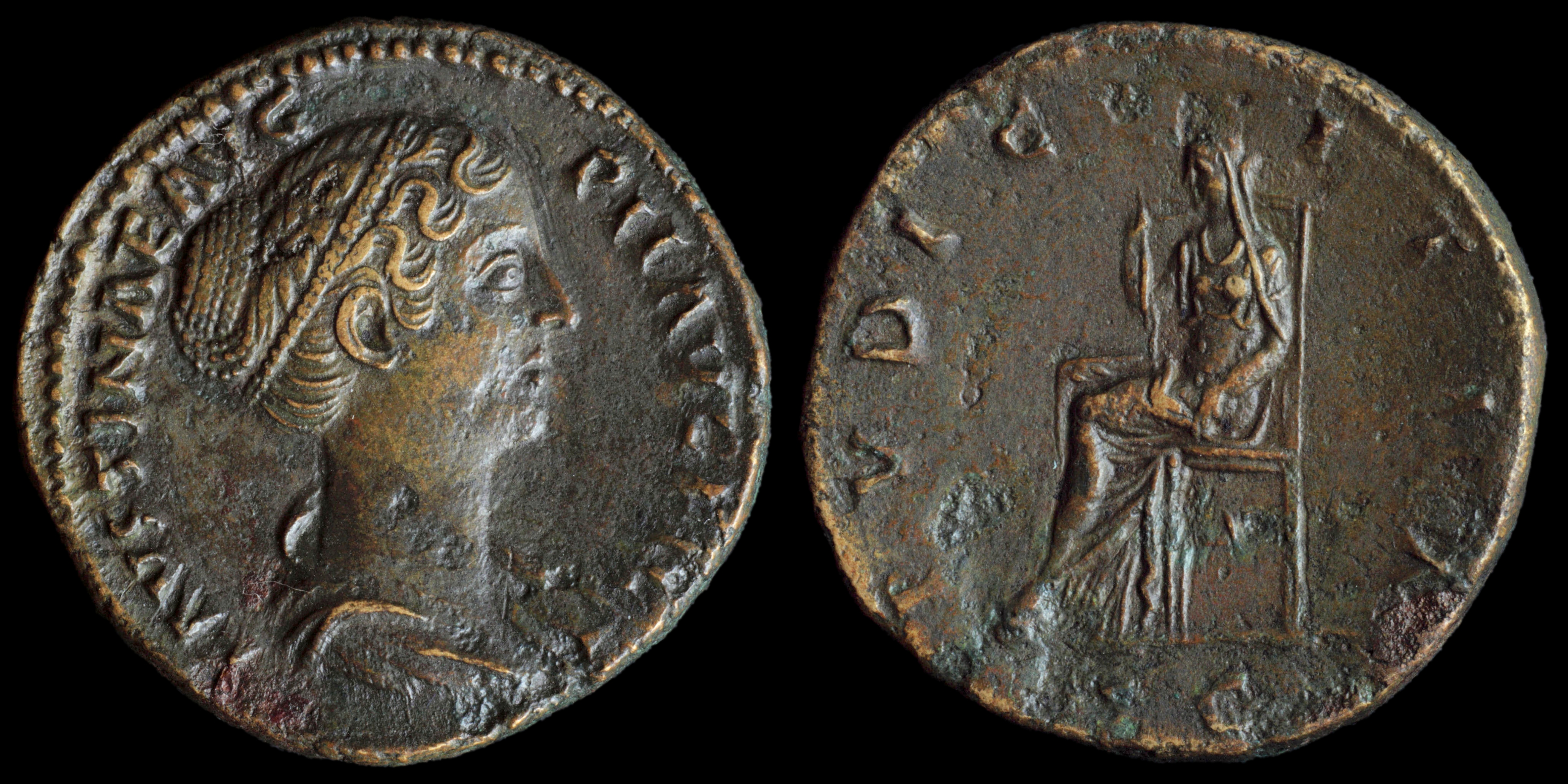
Faustina II

Présence gallo-romaine : Étienne D. Olry signale dans son ouvrage des substructions gallo-romaines au lieu-dit les Pâquis. et Beaupré signale dans son ouvrage la découverte d'une monnaie de bronze (Faustine) sur le c.hemin de la Blanche Dame L'abbé Grosse et H. Lepage indiquent tous deux que le village aurait dépendu de la seigneurie des chevaliers de Lebègue (Famille Le Bègue de Germiny),.
À l'entrée du bois d'Anon, on peut apercevoir la statue de saint-Joseph en hommage à Joseph Mairesse, maire de Goviller au début du siècle dernier.

### Anecdote
D'après Beaulieu (Louis Dugas), la veille du jour des Brandons à la nuit, les habitants de Goviller exécutaient, au sommet du mont d'Anon, une cérémonie d'origine païenne. (Archéologie de la Lorraine.) Lepage reprend cette tradition dans sa notice.

## Politique et administration
| Période                                  | Période                  | Identité           | Étiquette      | Qualité                                              |
| ---------------------------------------- | ------------------------ | ------------------ | -------------- | ---------------------------------------------------- |
| Les données manquantes sont à compléter. |                          |                    |                |                                                      |
| 1989                                     | 2020                     | Jean-Jacques Henry | UMP            | Conseiller général du canton de Vézelise (1994-2008) |
| juillet 2020                             | En cours (au 08/07/2020) | Stéphanie Lapôtre  | Sans étiquette | Maire                                                |

## Population et société

### Démographie
L'évolution du nombre d'habitants est connue à travers les recensements de la population effectués dans la commune depuis 1793. Pour les communes de moins de 10 000 habitants, une enquête de recensement portant sur toute la population est réalisée tous les cinq ans, les populations de référence des années intermédiaires étant quant à elles estimées par interpolation ou extrapolation. Pour la commune, le premier recensement exhaustif entrant dans le cadre du nouveau dispositif a été réalisé en 2004.

En 2022, la commune comptait 419 habitants, en évolution de −1,87 % par rapport à 2016 (Meurthe-et-Moselle : −0,13 %, France hors Mayotte : +2,11 %).
| 1793 | 1800 | 1806 | 1821 | 1831 | 1836 | 1841 | 1846 | 1851 |
| ---- | ---- | ---- | ---- | ---- | ---- | ---- | ---- | ---- |
| 614  | 579  | 753  | 770  | 840  | 854  | 875  | 854  | 814  |

| 1856 | 1861 | 1872 | 1876 | 1881 | 1886 | 1891 | 1896 | 1901 |
| ---- | ---- | ---- | ---- | ---- | ---- | ---- | ---- | ---- |
| 736  | 740  | 641  | 646  | 618  | 602  | 552  | 546  | 486  |

| 1906 | 1911 | 1921 | 1926 | 1931 | 1936 | 1946 | 1954 | 1962 |
| ---- | ---- | ---- | ---- | ---- | ---- | ---- | ---- | ---- |
| 501  | 454  | 417  | 387  | 356  | 350  | 321  | 364  | 346  |

| 1968 | 1975 | 1982 | 1990 | 1999 | 2004 | 2006 | 2009 | 2014 |
| ---- | ---- | ---- | ---- | ---- | ---- | ---- | ---- | ---- |
| 333  | 300  | 308  | 336  | 355  | 360  | 379  | 397  | 415  |

| 2019 | 2022 | - | - | - | - | - | - | - |
| ---- | ---- | - | - | - | - | - | - | - |
| 421  | 419  | - | - | - | - | - | - | - |

## Économie
L'abbé Étienne Grosse indique, en 1836, dans son Dictionnaire statistique du Département de la Meurthe, quelques chiffres économiques : Territ. : 1212 hect. cadastres, dont 517 en terres arab., 316 en forêts, 147 en prairies et 47 en vignes. de qualité médiocre.(cf. carte historique du vignoble lorrain)
Il signalait également pour cette période : « On voit sur le ban de cette commune, un four à chaux et une tuilerie assez considérable. » Lepage ajoute dans sa notice : La tuilerie de Ragon, autrefois domaniale, existait déjà au XIVe siècle.

### Secteur primaire ouAgriculture
Le secteur primaire comprend, outre les exploitations agricoles et les élevages, les établissements liés à l’exploitation de la forêt et les pêcheurs.D'après le recensement agricole 2010 du Ministère de l'agriculture (Agreste), la commune de Goviller était majoritairement orientée sur l'élevage de bovins et la production de lait (auparavant même production) sur une surface agricole utilisée d'environ 686 hectares (en deçà de la surface cultivable communale) quasi stable depuis 1988 - Le cheptel en unité de gros bétail s'est réduit de 964 à 887 entre 1988 et 2010. Il n'y avait plus que 8 exploitations agricoles ayant leur siège dans la commune employant 15 unités de travail,(14 exploitations/21 unités de travail en 1988) l'activité agricole a résisté dans le secteur de la production laitière.

## Culture locale et patrimoine

### Lieux et monuments
- Statue de saint Joseph.
- Église paroissiale fortifiée Saint-Epvre datant du XVe siècle. Élevée à la fin de l'époque gothique, elle a été agrandie en 1847 par l'adjonction de deux collatéraux.
- Monument aux morts, Première (1914-1918) et Deuxième Guerre mondiale (1939-1945).
- Ancien cimetière

Monuments de Goviller
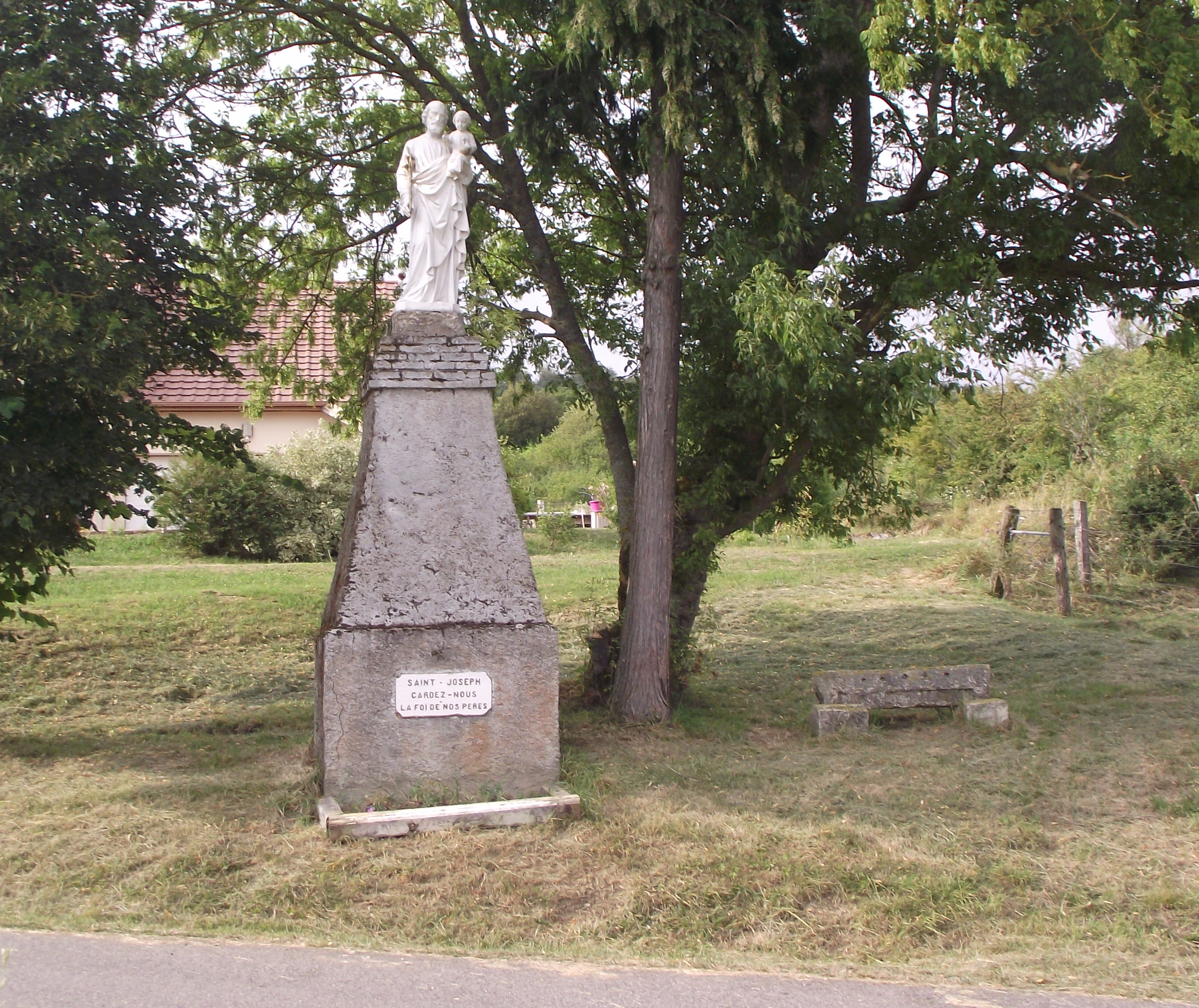
Statue de saint Joseph.
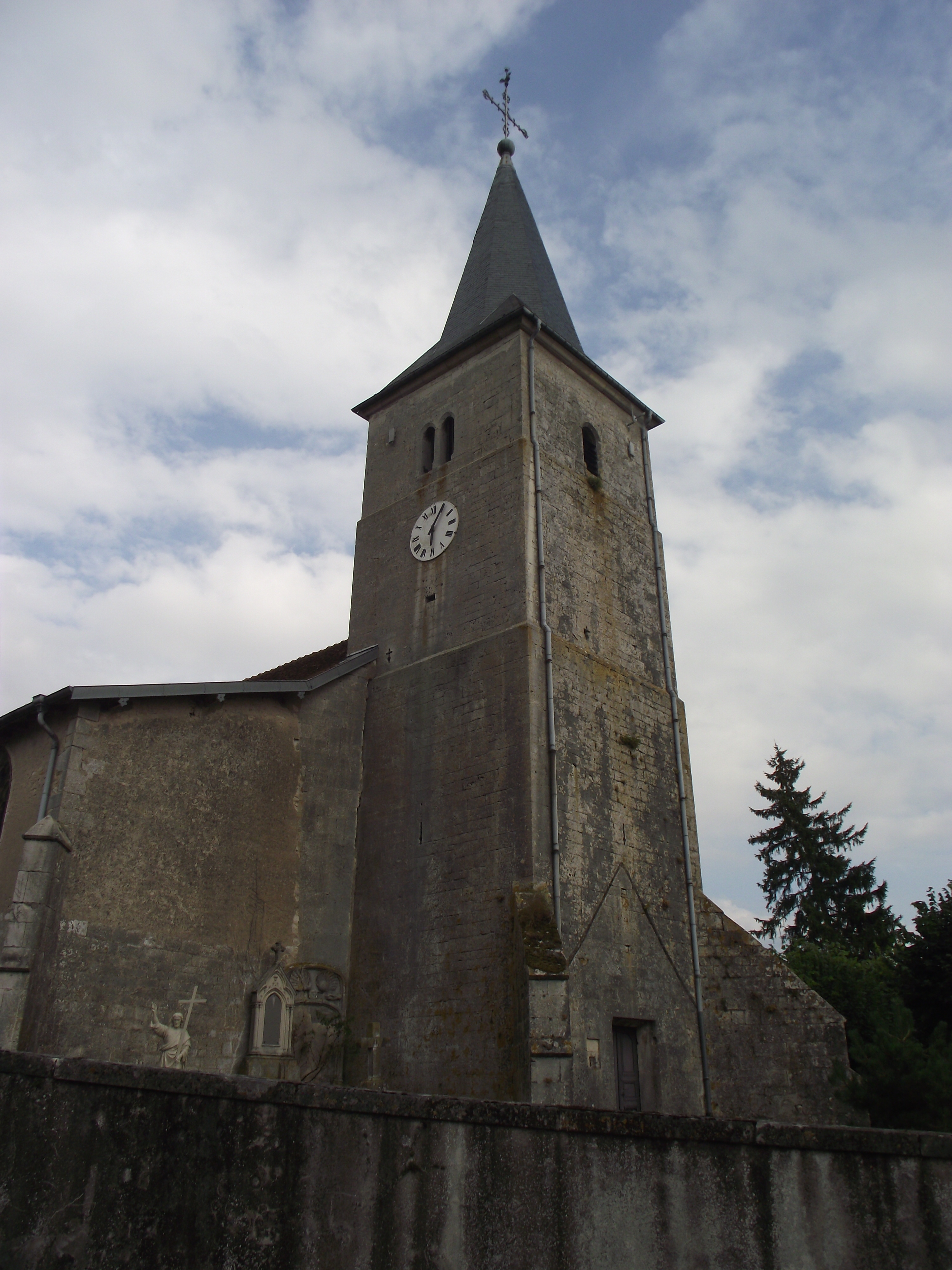
Clocher de l'église Saint-Epvre.
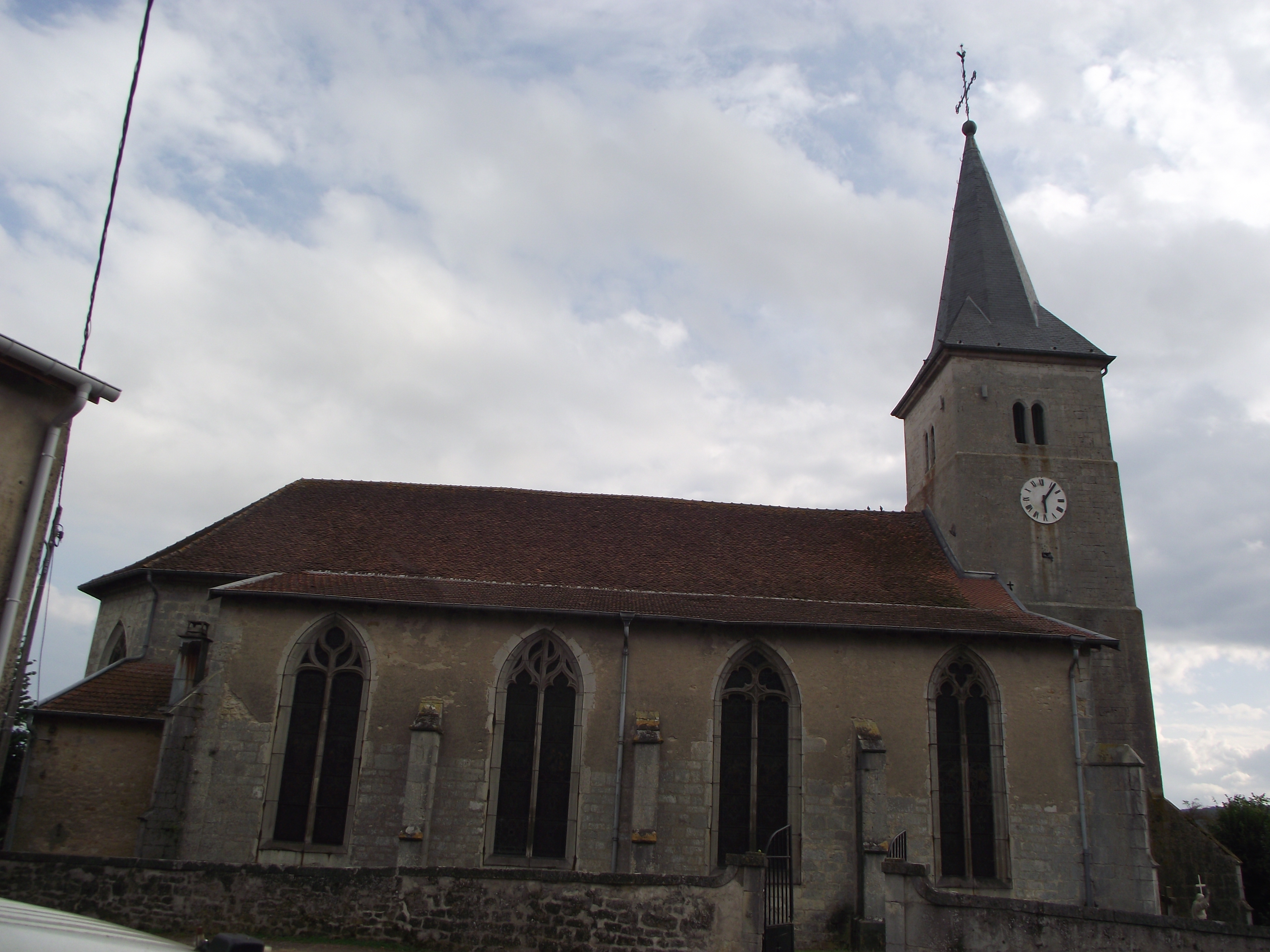
Église Saint-Epvre, vue de côté.
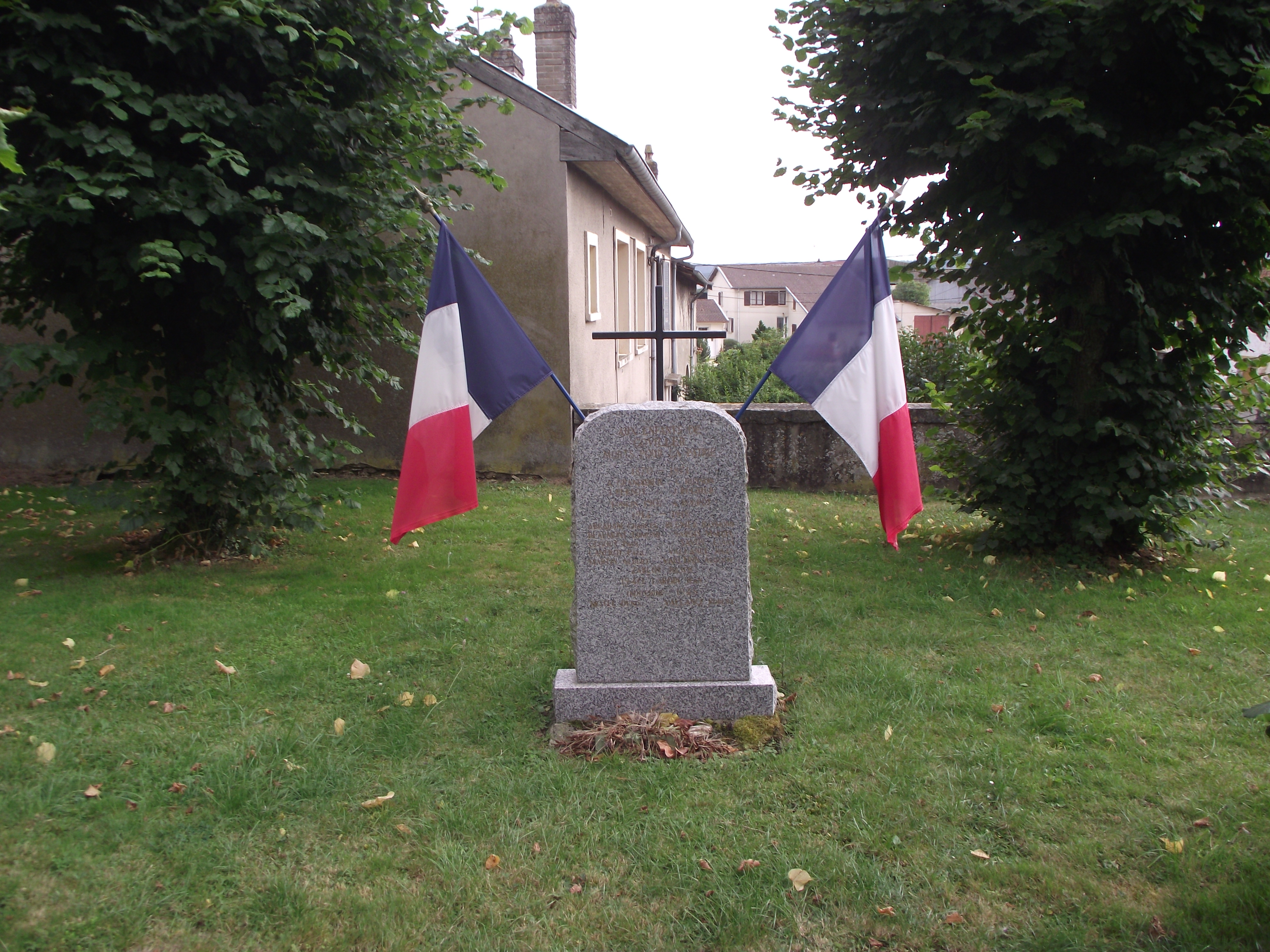
Monument aux morts.
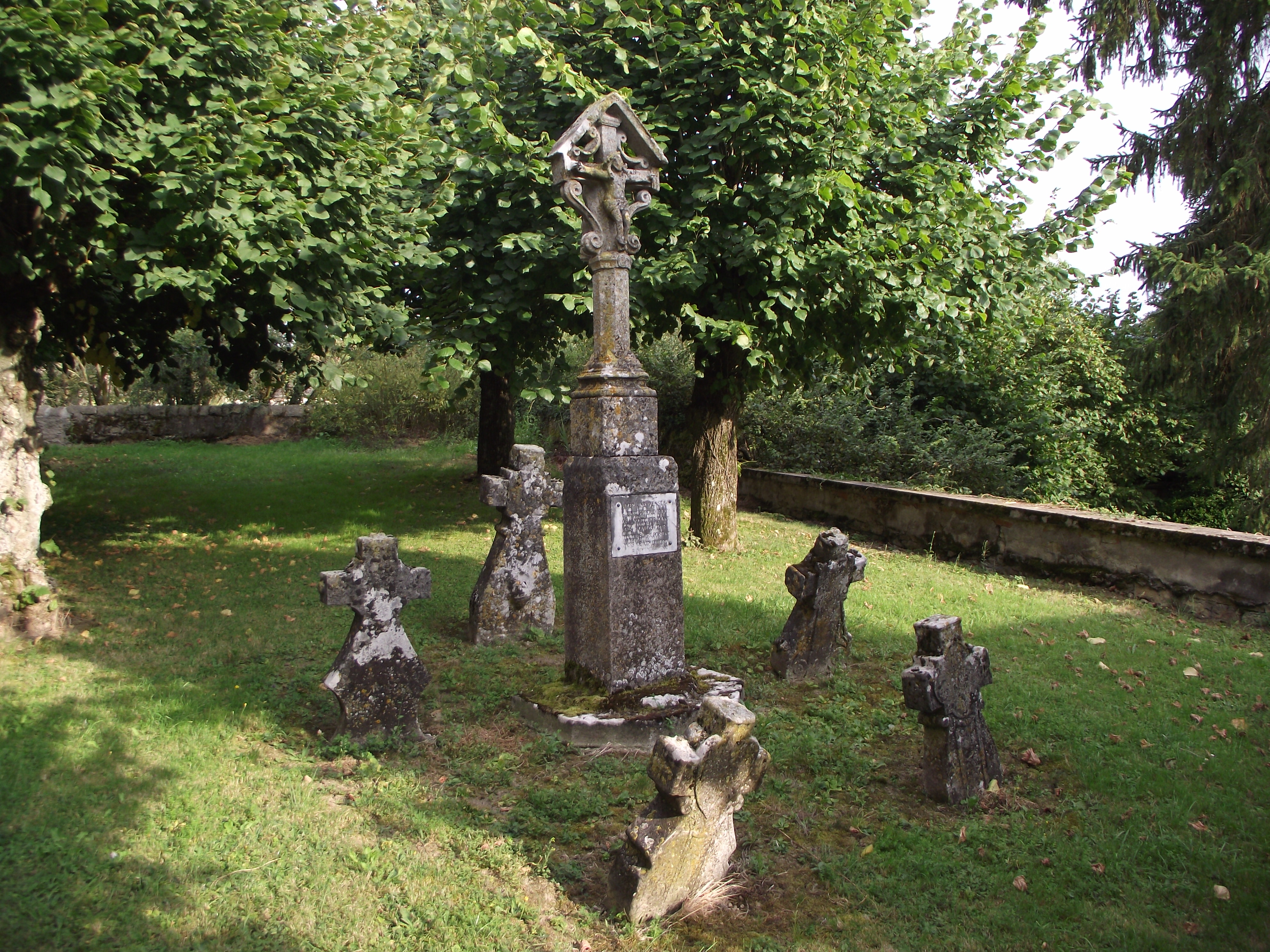
Ancien cimetière situé autour de l'église.
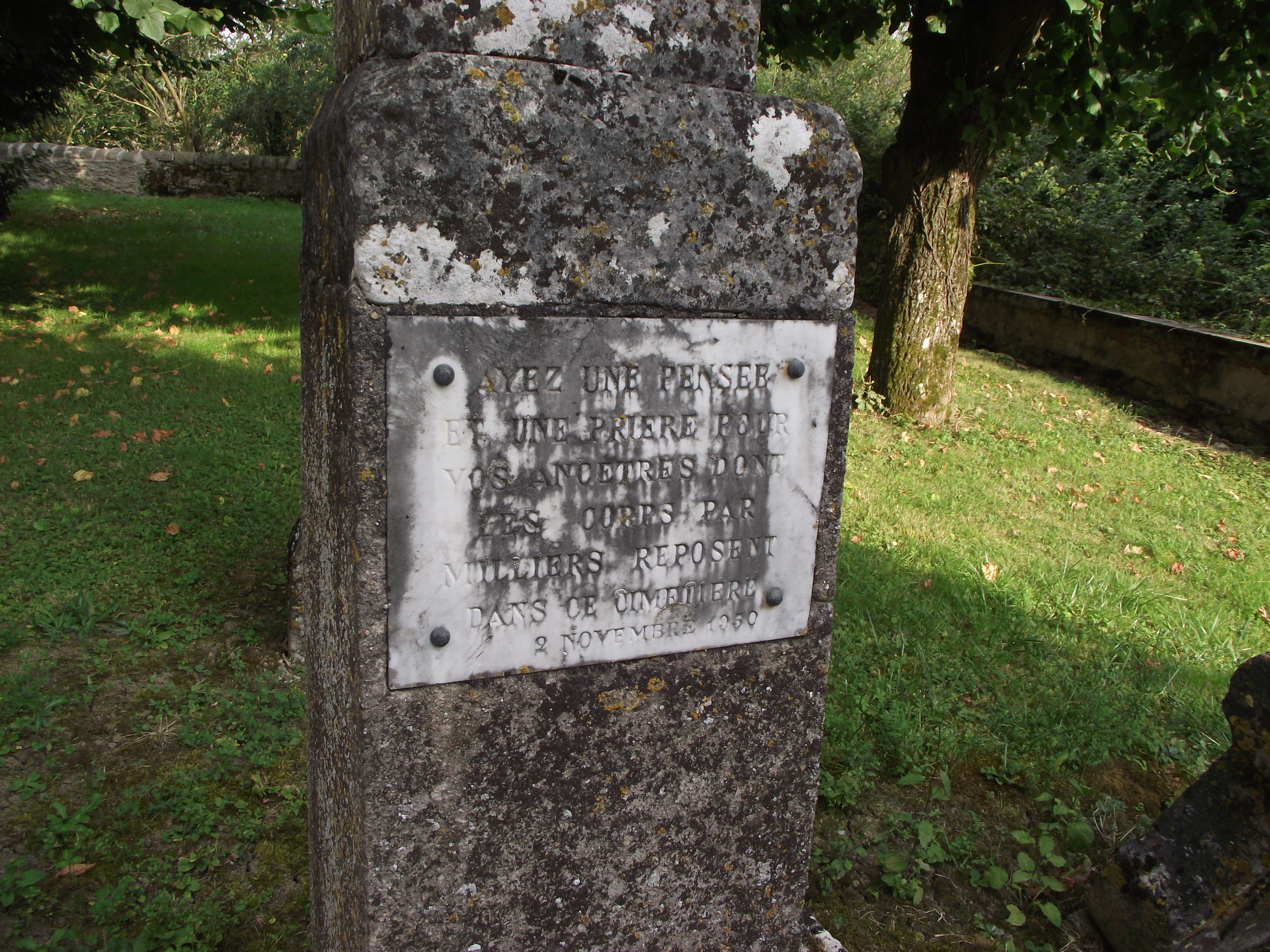
Plaque fixée sur une ancienne croix de pierre (XVIIe siècle) dans l'ancien cimetière.

### Personnalités liées à la commune
- Famille Le Bègue de Germiny[28].

### Héraldique
| Blason de Goviller | Blason  | D’argent à la montagne de trois coupeaux de sinople surmontée d’une lettre A capitale de gueules. |
| Blason de Goviller | Détails | Ces armes représentent le mont d’Anon (on devrait dire Amon) qui surplombe Goviller. En effet, d’après la légende, Saint Amon, évêque de Toul, vint en ces lieux vivre en ermite et prier pour que les barbares épargnent Toul. Le statut officiel du blason reste à déterminer. |